# Tamir Cohen
Tamir Cohen - em hebraico, תמיר כהן‎ (Tel Aviv, 4 de Março de 1984) - é um futebolista israelense. Atualmente, joga pelo Bolton Wanderers.

## Carreira
Cohen iniciou sua carreira nas categorias de base do Maccabi Tel Aviv. Em novembro de 2002, disputou sua primeira partida como profissional, contra o Bnei Yehuda Tel Aviv, entrando no decorrer do jogo (vitória 1 a 0). Seu primeiro gol aconteceu pouco tempo depois, na vitória sobre o Maccabi Petach Tikva por 2 a 1, sendo o segundo o seu.
Em 11 de janeiro de 2007, Cohen foi contratado pelo Maccabi Netanya. Um ano depois, acabou se transferindo para o Bolton Wanderers, da Inglaterra. Sua primeira partida pelos Trotters, aconteceu na vitória (1 a 0) sobre o Sheffield United. Seu primeiro tento, aconteceu três meses depois, em 2 de março de 2008, sobre o Liverpool, antiga equipe de seu pai Avi. A partida terminou com vitória por 3 a 1 sobre os Reds.

## Seleção israelense
Após defender as seleções de base de Israel, Cohen estreou na equipe principal em 13 de outubro de 2007, contra a Croácia.